# Gallicchio
Gallicchio é uma comuna italiana da região da Basilicata, província de Potenza, com cerca de 1.018 habitantes. Estende-se por uma área de 23 km², tendo uma densidade populacional de 44 hab/km². Faz fronteira com Armento, Guardia Perticara, Missanello, Roccanova, San Chirico Raparo, San Martino d'Agri.

## Demografia
| Variação demográfica do município entre 1861 e 2011                               |
|                                                                                   |
| Fonte: Istituto Nazionale di Statistica (ISTAT) - Elaboração gráfica da Wikipedia |